# 西峡県
西峡県（せいきょう-けん）は中華人民共和国河南省南陽市に位置する県。

## 行政区画
- 街道:白羽街道、紫金街道、蓮花街道
- 鎮:丹水鎮、西坪鎮、双竜鎮、回車鎮、丁河鎮、桑坪鎮、米坪鎮、五里橋鎮、重陽鎮、太平鎮、陽城鎮、二郎坪鎮、石界河鎮、軍馬河鎮、田関鎮
- 郷:寨根郷